# Policía Popular Acuartelada

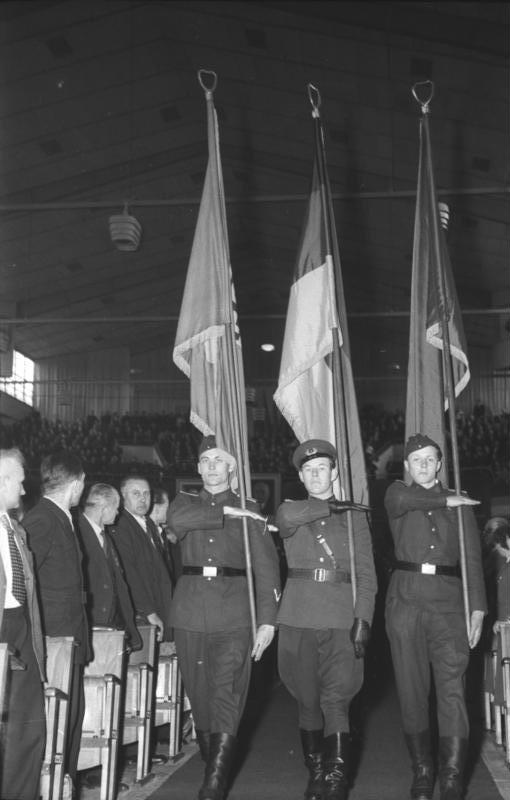
Desfile de la KVP durante una convención del SED (1954).

La Policía Popular Acuartelada (en alemán: Kasernierte Volkspolizei, abreviada KVP) constituyó la antecesora del Ejército Popular Nacional (NVA) de la República Democrática Alemana. No debe confundirse con la Volkspolizei-Bereitschaft, una unidad de policía paramilitar creada por el Ministerio del Interior y encargada de los desórdenes públicos.

## Historia
A mediados de 1948 la Administración Militar Soviética en Alemania formó una Bereitschaftspolizei (Policía de alerta) que recibió entrenamiento militar y estaba acuartelada en instalaciones militares. Constituyeron el primer paso para una futura remilitarización en la Zona alemana de ocupación soviética, que a partir de 1949 se constituiría como República Democrática Alemana. Sus acuartelamientos originales se encontraban en la localidad berlinesa de Adlershof, y a partir de 1954 estuvo acuartelada en Strausberg. Este proceso de rearme se produce en los prolegómenos de la Guerra fría, y también en el contexto del posterior rearme de la Alemania occidental.
En noviembre de 1948 la Administración alemana del Interior (Deutschen Verwaltung des Innern, DVdI) se hizo cargo de la KVP y de la Policía fronteriza, siendo renombrada como Hauptabteilung Grenzpolizei und Bereitschaften (HA GP/B). A partir de 1951 dispusieron de sus propias fuerzas aéreas y unidades navales, y para 1952 contaban con 7 divisiones y unos 100.000 efectivos. El 1 de junio de 1952 adoptó el nombre de Kasernierte Volkspolizei (KVP).
Los comandantes en jefe de la KVP fueron Heinz Hoffmann (1952–1955) y Willi Stoph (1955–1956). A su vez, los miembros de la KVP eran sometidos a estrictos controles por el Ejército soviético y el Partido Socialista Unificado de Alemania (SED) para asegurarse su fidelidad.
El 1 de marzo de 1956 la KVP fue reestructurada y renombrada como Ejército Popular Nacional (Nationalen Volksarmee o NVA).